# Dafnis och Chloe

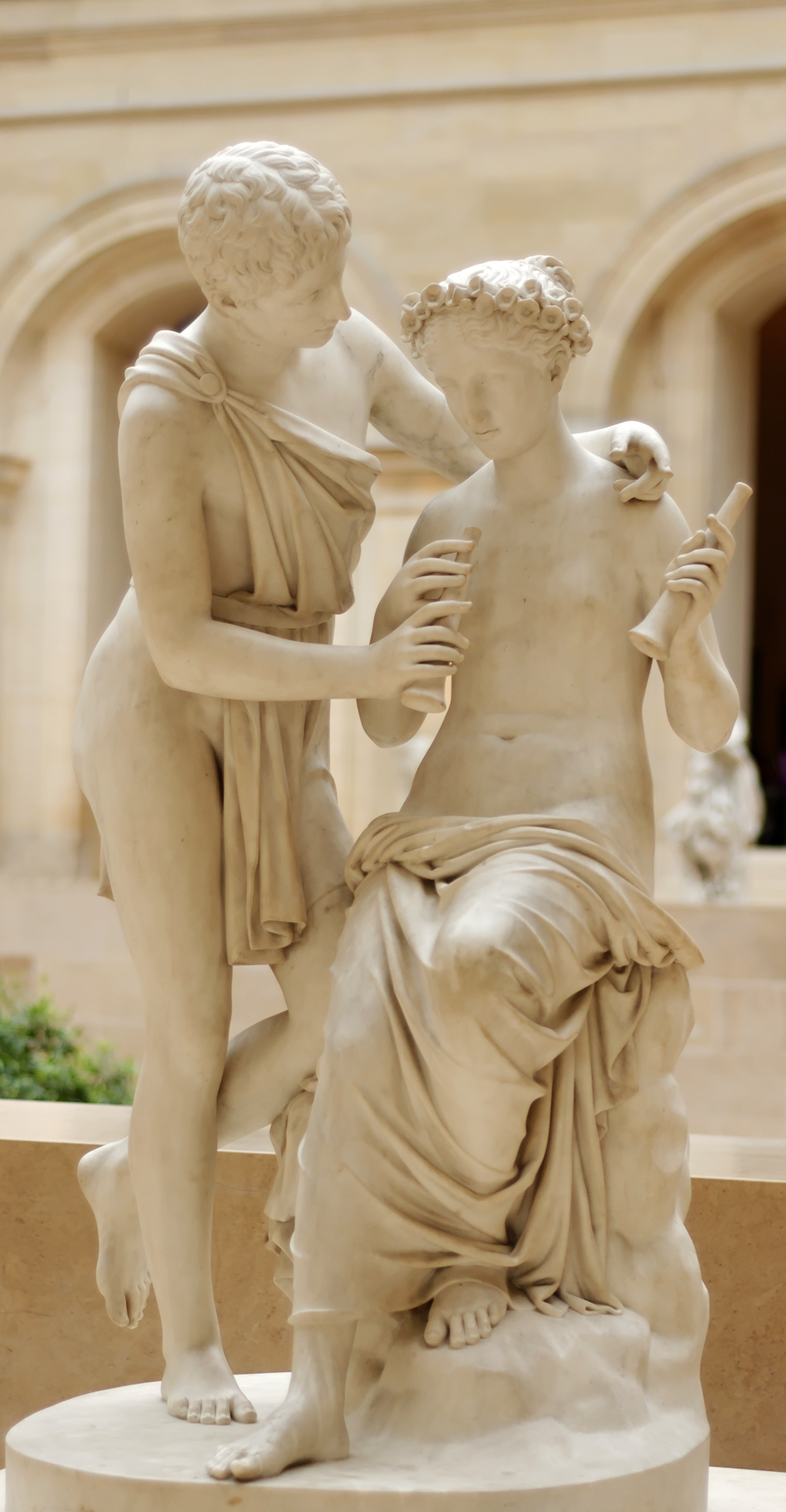
Daphnis and Chloe av Jean-Pierre Cortot

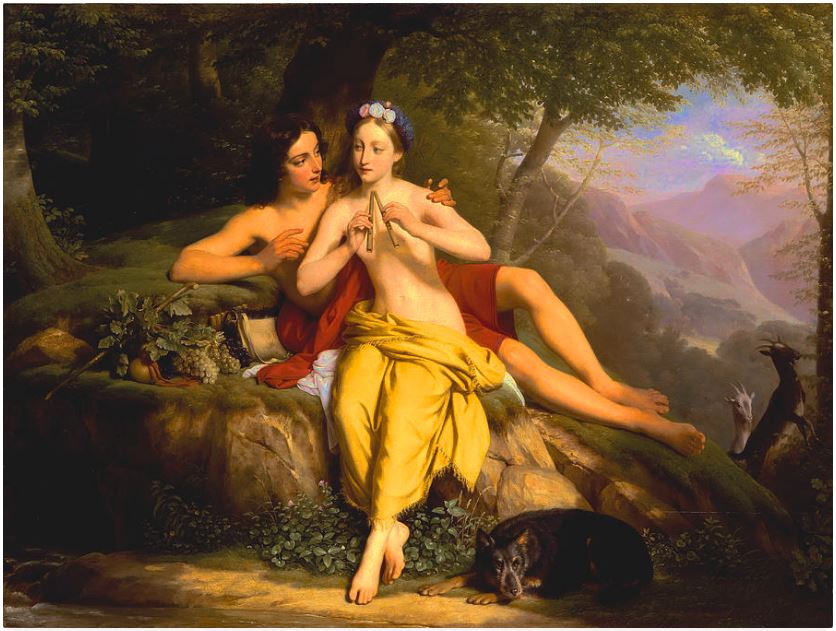
Dafnis och Chloe - Louise Marie-Jeanne Hersent-Mauduit

Dafnis och Chloe (grekiska: Δάφνις καὶ Χλόη, Daphnis kai Chloē) är det enda kända arbetet av den under 100-talet e.Kr. verksamme grekiske författaren Longos. Den är en herderoman, en sammanslagning av antikens grekiska kärleksroman med herdediktning.

## Inställning och stil
Boken utspelar sig på Lesbos på 100-talet e.Kr., där forskare antar att Longos har levt. Det är karakteristiskt eftersom det är en pastoral roman. Longos kombinerade den grekiska romantiska romanen med pastoral poesi. Hjälten och hjältinnan kommer över många problem tills de älskar varandra. Pastoral poesi handlar om herdar i harmoni med naturen.

## Handling
Dafnis (ibland stavade Daphnis) övergavs vid födseln och upptäcktes av getherden Lamon. Chloe övergavs också vid födseln och upptäcktes av herden Dryas. Dafnis och Chloe växer upp tillsammans och blir kära i varann. De är oskuldsfulla men kvinnan Lycaenion lär Dafnis hur man har sex. Dafnis vill inte ha sex med Chloe eftersom han är rädd att han kommer att skada henne. Några män försöker att bortföra Chloe, men hon räddas av den goda Pan. Pirater fångar Dafnis och några kor, men Chloe lockade korna med en flöjt. Slutligen erkänns Dafnis och Chloe av sina föräldrar, gifter sig och lever lyckligt på landsbygden.

## Balett
Daphnis et Chloé är en balett med musik av Maurice Ravel.

## Svenska översättningar
- Valley, Gunnar; teckningar av Yngve Berg (1928). Daphnis och Chloe, Bonnier.[2]